# Geophagus brasiliensis
Geophagus brasiliensis là một loài cá thuộc họ cá hoàng đế. Nó có nguồn gốc từ đông nam Brazil (từ phía Bắc đến Bahia), Paraguay, Uruguay và đông bắc Argentina và nơi nó thường được tìm thấy là ở các con sông, hồ và các đầm phá nước hơi lợ hay nói khác đi là có độ mặn không đủ để trở thành nước lợ ở gần đó. Nó đã được giới thiệu tới một số quốc gia xa khu vực sinh sống của nó như Hoa Kỳ, Úc, Philippines và Đài Loan. Pearl cichlid là loài cá phổ biến của những người nuôi cá.

## Đặc trưng

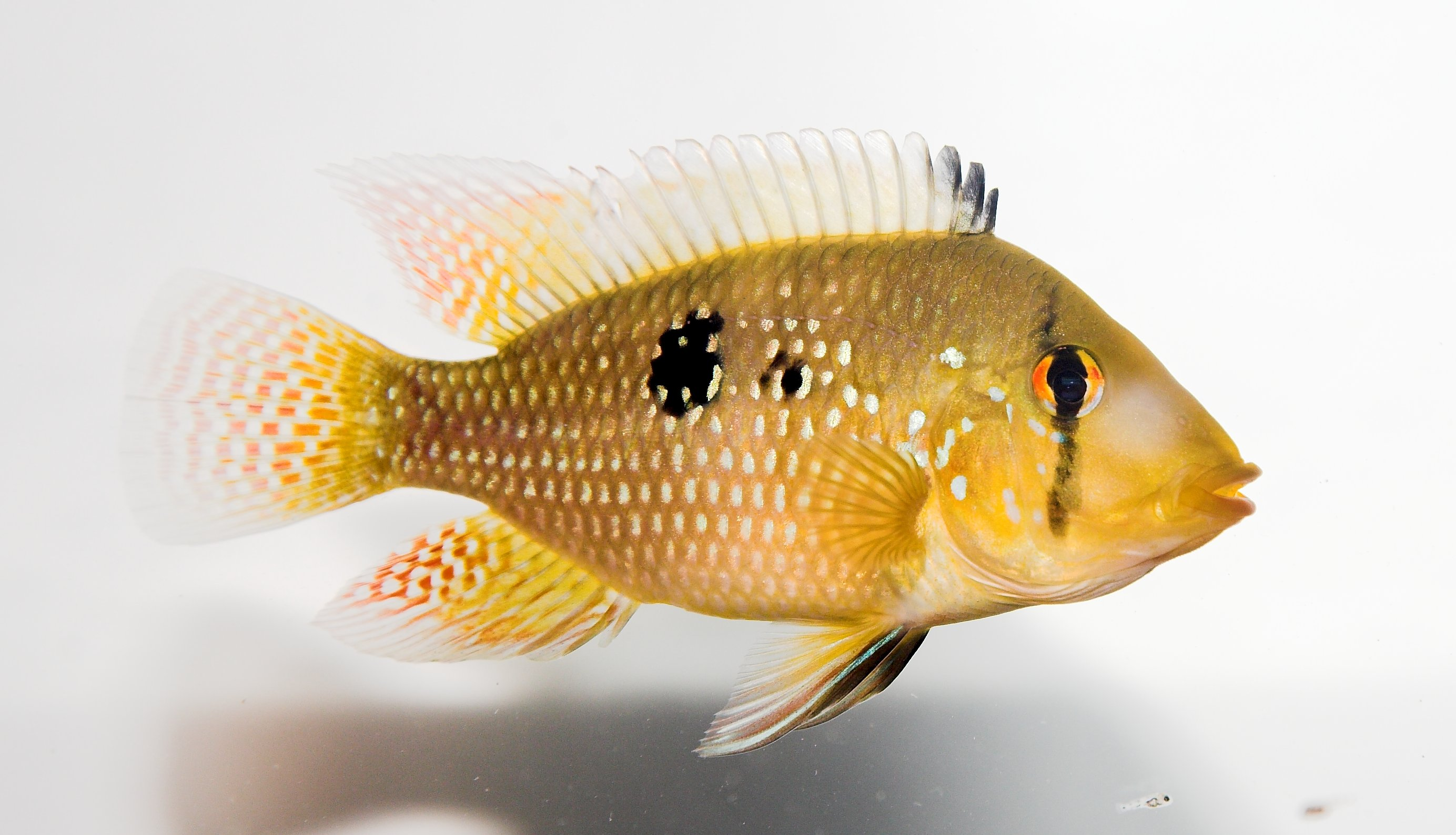
G. brasiliensis đực

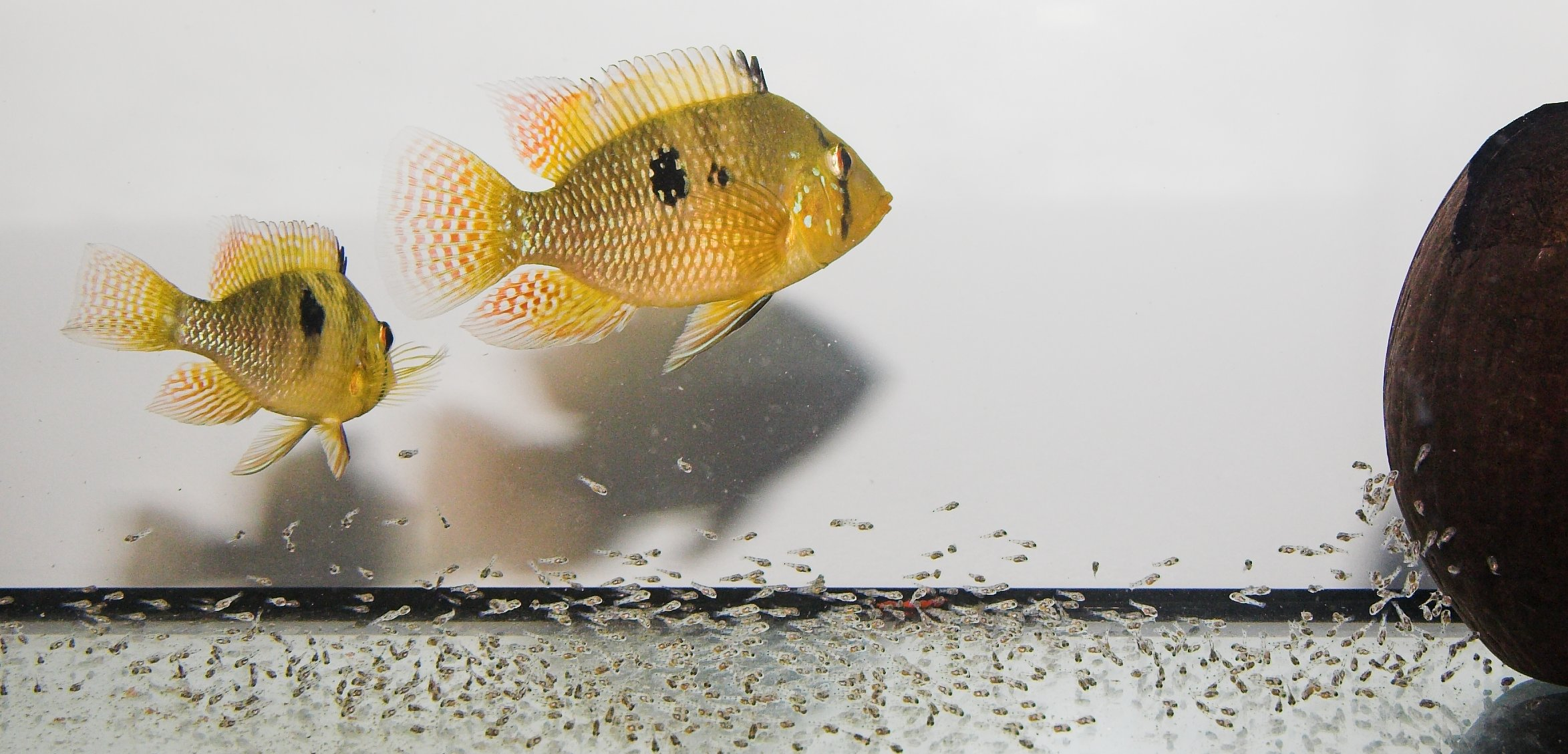
Một gia đình G. brasiliensis với con to hơn là con đực, còn lại là con cái và đàn con ở dưới đáy hồ

Con đực có thể dài tới 25 cm (9,8 in), trong khi con cái chỉ đạt hơn một nửa kích thước đó. Màu cơ thể chính của nó có thể có màu nâu nhạt đến xanh đậm hoặc gần như tím, màu sắc của chúng thay đổi theo tâm trạng và trong suốt mùa giao phối. Pearl cichlid có một đốm đen có thể nhìn thấy trên cơ thể ở phía đuôi của nó. Ngoài ra Geophagus brasiliensis cũng có thể hiển thị một số dải màu đen chạy từ trên xuống dưới cơ thể của nó.
Khi cá khỏe mạnh thì dấu hiệu ở cơ thể nó là những đốm sáng màu xanh sáng sáng trong. Vây chúng màu đỏ nhưng có thể có cả màu xanh dương và màu đen, nhưng những màu này có thể thay đổi, sáng hơn hoặc mờ dần tùy theo tâm trạng. Chúng có thể phát triển khá lớn, với con đực, chúng phát triển với kích thước to hơn bàn chân và con cái thường nhỏ hơn một chút. Chúng thường ghép đôi khi chúng dài khoảng hai phần ba kích thước bởi vì tại thời điểm này lãnh địa của chúng khá rộng và giữ cho những cá thể khác tránh xa không gian ghép đôi của chúng. Sau khi giao phối thành công, con cái sinh ra 150-200 trứng. Không giống như một số loài khác, con non không cần phải tách rời khỏi cá bố mẹ.